# 二硅化钨
二硅化钨是一种无机化合物，化学式为WSi2，是钨的硅化物。它是导电陶瓷材料。

## 制备
二硅化钨可由钨和硅在1200 °C按化学计量比反应得到。

## 化学性质
二硅化钨可以和强酸、氟、氧化剂和卤素间化合物剧烈反应。